# Tomasz Fall

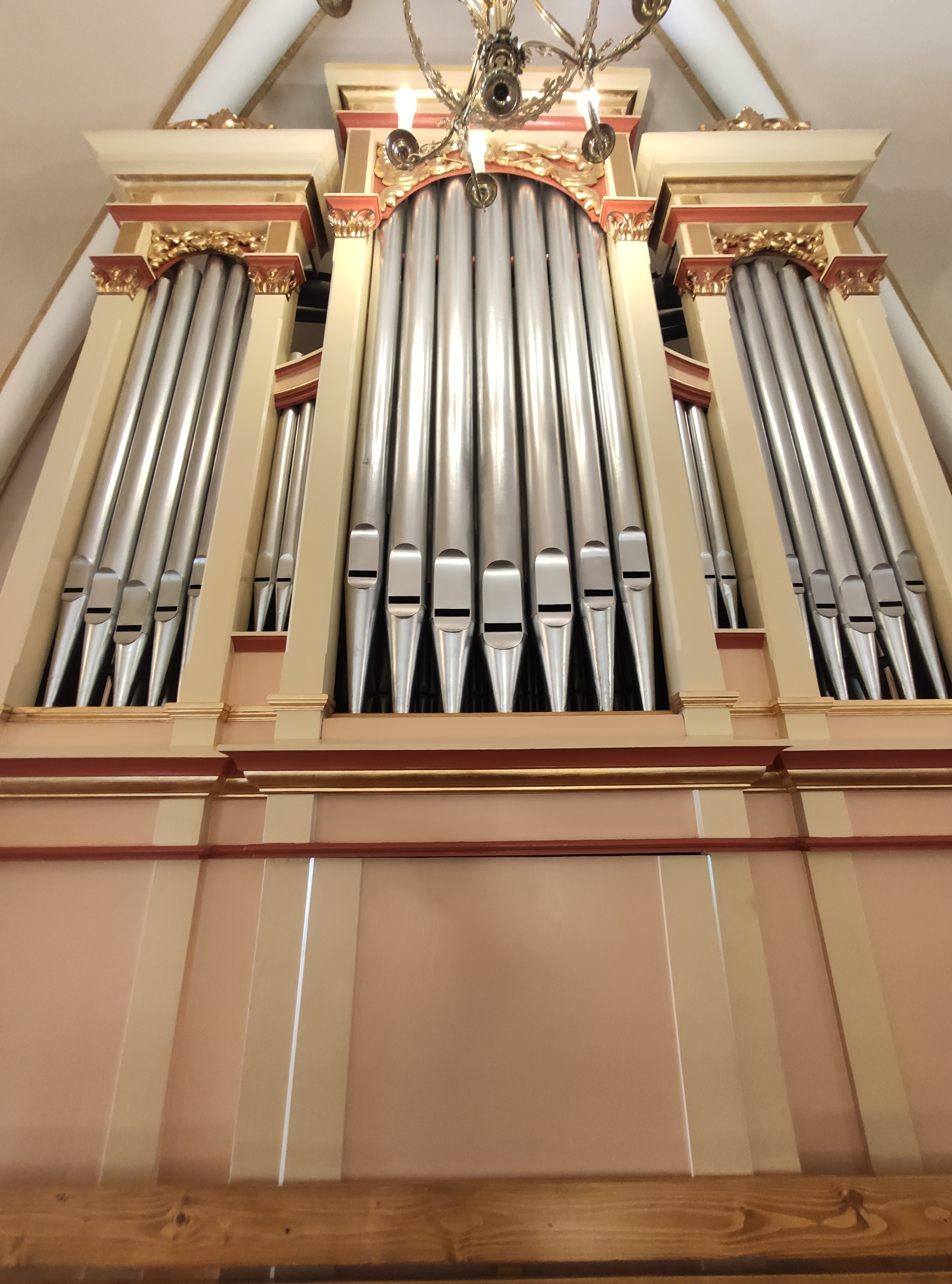
Prospekt organów T. Falla w kościele św. Jadwigi Śląskiej w Waksmundzie (zbudowane ok. 1890 r.)

Tomasz Fall (ur. 15 września 1860 w Iwli, zm. 26 listopada 1922 w Szczyrzycu) – polski organmistrz epoki późnego romantyzmu i konserwator; autor m.in. organów w bazylice Mariackiej w Krakowie (nawa południowa). Jeden z najwybitniejszych polskich konstruktorów instrumentów organowych przełomu XIX i XX stulecia.

## Życiorys
Urodził się w 1860 w Iwli koło Dukli. W wieku 12 lat rozpoczął naukę w Szkole Przemysłowej w Krośnie, która trwała 5 lat. W 1877 jako czeladnik zatrudnił się w krośnieńskim warsztacie organmistrzowskim Stanisława Janika. Tam uzyskał tytuł majstra. Po kilku latach wyjechał do Lwowa i podjął pracę u Jana Śliwińskiego - uważanego za wirtuoza i najwybitniejszego przedstawiciela sztuki organmistrzowskiej w ówczesnej Galicji. W 1885 przyjął zlecenie od Opactwa Cystersów w Szczyrzycu na wykonanie organów (najprawdopodobniej był wówczas pracownikiem delegowanym). Instrument muzyczny powstał w latach 1885 - 1887, ale dopiero w 1892 został oficjalnie odebrany. Wkrótce potem rozpoczął własną działalność organmistrzowską. W 1898 uczestniczył w zjeździe organmistrzów Galicji zorganizowanym przez prof. Rudolfa Schwarza w sali Galicyjskiego Towarzystwa Muzycznego we Lwowie. W szczytowym momencie funkcjonowania zakładu, czyli około 1900 w Szczyrzycu zatrudniał blisko 20 rzemieślników, w tym stolarzy i snycerzy. Jego zakład składał się z murowanej piętrowej pracowni i stolarni, a nawet odlewni blachy na piszczałki. Pracownia zaczęła powoli wygasać od 1916. Od tamtej pory zajmował się głównie remontowaniem i strojeniem organów.
W 1887 zawarł związek małżeński z Anną Biel, z którą miał syna Wiktora (ur. 1891, był podporucznikiem 16. Pułku Piechoty Landwehry poległym w trakcie I wojny światowej - 17 czerwca 1915, od postrzału w pierś). W 1895 ponownie zawarł związek małżeński, tym razem z Heleną Szewczyk. Zmarł w 1922 po zachorowaniu na gruźlicę. Spoczął na miejscowym cmentarzu parafialnym. Jego skromny grób architekturą przypomina piszczałki organowe.

## Wybrane dzieła

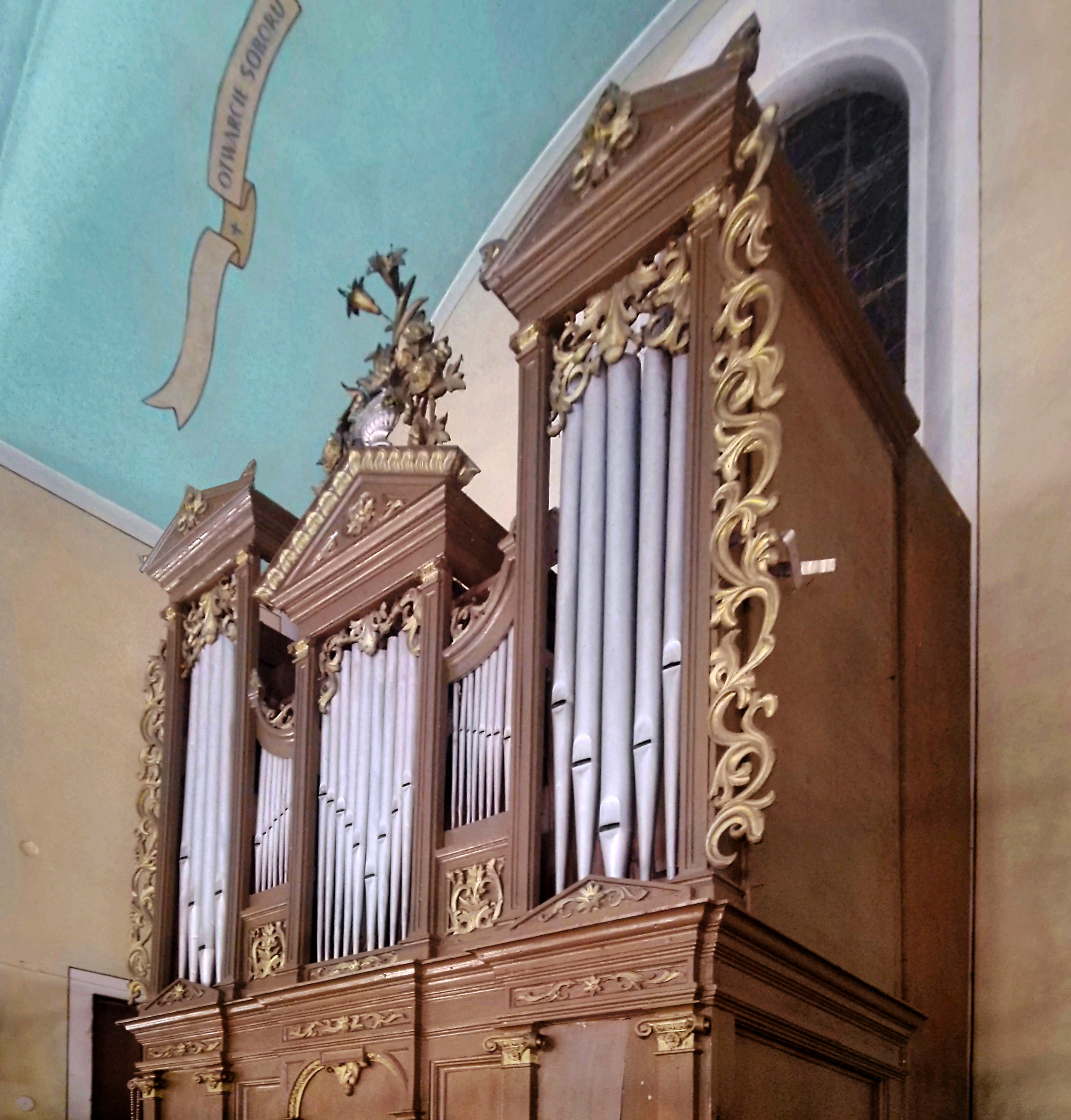
Organy w kościele w Bączalu Dolnym wykonane w pracowni Stanisława Janika, 1879

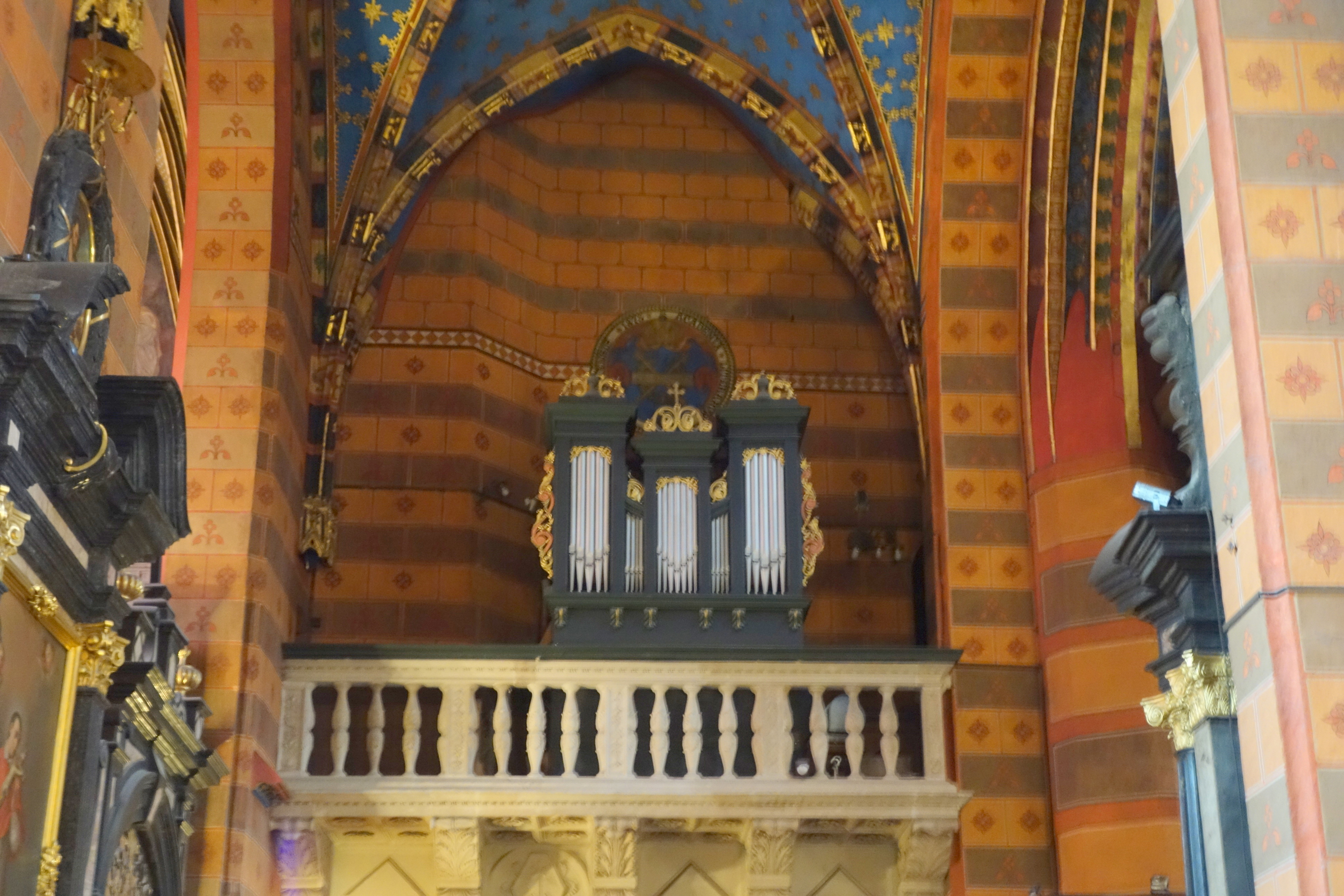
Organy w bazylice Mariackiej w Krakowie (nawa południowa), 1899

Przyjmuje się, że był autorem około 100 instrumentów organowych, w tym:
- w kościołach parafialnych: w Porębie Spytkowskiej, Bączalu Dolnym (jedne z pierwszych, wybudowane w 1879 we współpracy z pracownią Stanisława Janika)[11], w kościele Wszystkich Świętych w Bobowej, w Borzęcinie Dolnym[12],  Brzeźnicy koło Dębicy, Czarnej Tarnowskiej, Gierczycach, Górze św. Jana, Grobli, Jazowsku, Jodłowniku, Kamionce Małej, Kaninie, Kościelisku k. Zakopanego, Jaworniku k. Myślenic, Krużlowej Wyżnej, Krzyżanowicach, Lisiej Górze, w kościele Narodzenia NMP w Łapczycy, w Łącku, Łukowicy, Mogilnie, Mystkowie, Nowym Sączu, Osieczanach (przeniesione z Drogini; przed 1910)[13], Paleśnicy, Pisarzowej, Podolu, Porębie Spytkowskiej, Ptaszkowej, Siedliskach, Skrzyszowie, Starym Wiśniczu, Szczawnicy (1895), w Szyku, Uszwi, Uściu Solnym, Wiśniowej (1908), w Zbyszycach i Żegocinie, a także w Cięcinie k. Żywca, Waksmundzie[14], Harklowej, Szaflarach, Klikuszowej, Ludźmierzu[15], Spytkowicach[16], Łapanowie i Morawicy.
- w 1898 gruntownie przebudował organy w bazylice kolegiackiej św. Mikołaja w Bochni[17]; inne organy jego autorstwa z 1913 znajdują się w przykościelnej kaplicy Matki Bożej Bocheńskiej[17],
- w 1899 zaprojektował i wykonał organy w południowej nawie bazyliki archiprezbiterialnej Wniebowzięcia NMP w Krakowie (bazylika mariacka)[18],
- w kościołach klasztornych:
  - w 1887 wybudował organy w kościele NMP Wniebowziętej i św. Stanisława Biskupa w Szczyrzycu (Ojcowie Cystersi)[19],
  - w 1901 odnowił i przebudował organy w kościele Nawrócenia św. Pawła w Krakowie - na Stradomiu (Księża Misjonarze)[20],
  - w 1905 wybudował organy w kościele św. Józefa w Krakowie (Siostry Bernardynki)[21],
  - w 1906 wybudował organy w kościele Matki Bożej Anielskiej w Zakliczynie (Ojcowie Franciszkanie - Reformaci)[22],
  - przed 1914 wybudował organy w kościele Najświętszego Serca Pana Jezusa w Nowym Sączu (Ojcowie Jezuici)[23].